# Túnel de Cargol

El túnel de Cargol es un túnel de ferrocarril de la línea Ripoll-Puigcerdà, ubicado cerca del municipio de San Cristóbal de Tosas, en España. El túnel helicoidal de 230 metros de radio permite que en poco espacio el tren baje o suba una cota de 48,60 metros rápidamente.